# Travis Manawa
Travis Manawa é um personagem fictício nas três primeiras temporadas da série de televisão Fear the Walking Dead interpretado por Cliff Curtis. O personagem é um ex-professor de inglês que está lidando com as consequências, além de um divórcio e um filho ressentido.

## Biografia
Travis é um homem de boa índole e pai amoroso. Ele é um indivíduo protetor, pragmático e decidido que mantém uma firme convicção pessoal de que tudo pode ser consertado, de uma forma ou de outra. Ele foi descrito como "o único personagem que tenta desesperadamente se apegar à sua humanidade, a única pessoa que acredita que sempre há uma maneira de consertar algo que está quebrado". Ele tem uma forte crença de que a civilização será eventualmente reconstruída. É revelado durante a 1ª temporada que ele também é um ex-fuzileiro naval dos Estados Unidos.

### 1ª temporada
Depois que Nick encontra sua namorada comendo um cadáver, ele é atropelado por um carro e hospitalizado. Travis inicialmente pensa que as afirmações de Nick sobre o incidente são alucinações com heroína, mas ele acredita em Nick depois de visitar a igreja. Nick foge do hospital e se encontra com Calvin, na esperança de saber se as drogas que Calvin vendeu o levaram a ter alucinações na igreja. Calvin tenta matar Nick para evitar ser exposto como traficante de drogas ou para contestar a qualidade de suas drogas. Na luta que se seguiu, Calvin é mortalmente baleado. Depois que Travis e Madison chegam, o corpo zumbificado de Calvin os ataca. Nick atropela Calvin repetidamente com o carro de Travis, e os três assistem incrédulos enquanto Calvin ainda é capaz de virar a cabeça em direção a eles. Nick, Madison e Travis decidem fugir para o deserto. O grupo retorna à casa de Madison para coletar suprimentos. Travis diz a Madison para levar as crianças para o deserto sem ele; ele vai alcançá-lo. O grupo dentro da barbearia continua preso, enquanto o motim lá fora se intensifica. Enquanto um motim se desenrola, uma multidão ateia fogo na loja ao lado da barbearia, forçando os Salazares e Manawas a fugir. O grupo chega ao carro de Travis e foge, mas não antes de Griselda ser ferida por um andaime que desabou. Incapaz de chegar a um hospital, o grupo dirige para a casa de Madison, onde Nick, Madison e Alicia fogem temporariamente. Nick leva Madison e Alicia para a casa ao lado, onde eles pegam uma espingarda. Travis chega e é atacado pelo Sr. Dawson, que é baleado e morto por Daniel. Todas as três famílias decidem passar a noite e evacuar pela manhã. A enfermeira Liza cuida do pé machucado de Griselda, mas observa que ela morrerá se não for tratada por um médico. Ofelia diz a Daniel que eles deveriam fugir com Travis, mas ele insiste que sua família pode sobreviver sozinha e se juntará a seu primo mais tarde. Na manhã seguinte, quando os Clarks e os Manawas começaram evacuar, a Guarda Nacional chega e coloca o quarteirão em quarentena. Enquanto Travis diz: "Vai melhorar", Daniel lamenta que seja "tarde demais", enquanto observa um guarda marcar a casa vizinha. Dias depois de a Guarda Nacional colocar o bairro em quarentena em uma Zona Segura, os residentes tentam viver normalmente. As tensões aumentam sob o regime militar. Chris mostra um vídeo para Travis e Madison de uma sinalização luminosa que vinha do lado de fora. Travis convence Doug a obter ajuda psicológica. Liza ajuda vizinhos em suas necessidades médicas. Travis descobre que Doug foi hospitalizado por causa de seus problemas mentais. Dra. Exner determina que Liza não é tecnicamente uma enfermeira. Alguns soldados levam Griselda e Nick para um hospital, mas a família de Nick protesta contra sua partida. Liza concorda em ir auxiliar a equipe médica, apesar de não querer deixar o filho. Travis recua para o telhado e vê o sinal vindo de fora da cerca. Segundos depois, ele ouve tiros seguidos de escuridão. Chris fica arrasado porque Liza saiu voluntariamente para ajudar no hospital, mas Travis promete trazê-la de volta. Travis convence o esquadrão de Moyers a levá-lo ao hospital para checar seus amigos. Durante o trajeto, os soldados incentiva Travis a atirar em um zumbi, mas Travis é emocionalmente incapaz de puxar o gatilho. Os soldados param para ajudar outro esquadrão em um prédio infestado de zumbis, e a maioria desses soldados, incluindo Moyers, são mortos. Os poucos sobreviventes fogem e deixam Travis perto da Zona Segura. Ele descobre que Daniel torturou Adams para revelar o que "Cobalt" significa: pela manhã, todos os civis serão mortos e os guardas evacuarão a cidade. O grupo dirige até o quartel-general da Guarda Nacional para resgatar Liza, Griselda e Nick. Adams concorda em ser seu guia quando for solto por Travis. O grupo se infiltra na base depois que Daniel distrai os guardas liderando uma horda de zumbis da arena. Travis, Madison, Daniel e Ofelia entram, enquanto Alicia e Chris ficam para trás. Enquanto isso, os zumbis violam as defesas do perímetro e invadem a base. O grupo de Travis chega às celas e liberta os detidos antes de se reunir com Nick, Liza e Strand. Eles tentam escapar pela enfermaria médica, onde descobrem que o Dra. Exner fez a eutanásia em todos os pacientes. A Dra. Exner conta a eles sobre uma rota de fuga antes de provavelmente cometer suicídio. Antes que eles possam escapar, o grupo encontra Adams, que atira no braço de Ofelia. Enfurecido, Travis bate brutalmente em Adams e o deixa para morrer. Strand lidera o grupo até sua mansão à beira-mar. Na praia, Liza revela a Madison que foi mordida durante a fuga. Liza implora a Madison e Travis que a sacrifiquem antes que ela se transforme. Travis promete proteger Chris antes de atirar em Liza.

### 2ª temporada
Travis e o resto do grupo se preparam para embarcar no iate de Victor Strand, a Abigail. Durante a viagem, a casa de Strand é vista em chamas, explodindo, cercada de infectados. Travis e Madison empacotam tudo e se preparam para deixar a praia. Infelizmente, quando ele tenta colocar Chris (que está de luto pela morte de sua mãe) no zodíaco, ele diz que não a está deixando. Os infectados logo aparecem. Travis e Madison jogam pedras neles, matando-os. Nick chega ao zodíaco e embarca com de Madison, Chris e o cadáver de Liza. Eles vão para a Abigail. O grupo congela e silenciosamente testemunha Los Angeles engolfada em chamas enquanto os militares bombardeiam sua antiga casa. No dia seguinte, Travis verifica Chris, que está em seu quarto com o cadáver de sua mãe. Quando ele sai e vê que Abigail encontrou uma jangada de sobreviventes, Alicia quer ajudá-los, mas Travis diz a ela para verificar o rádio enquanto ele fala com Strand. Travis vê Madison e Strand discutindo sobre ele não querer parar o barco. Travis concorda com Strand enquanto ele os informa que eles estão indo para San Diego. Travis e Madison discutem sobre seu acordo com a decisão de Strand, mas ele diz que sua prioridade é a proteção de sua família. Mais tarde naquele dia, todos, exceto Strand, comparecem a um enterro no mar para Liza. Travis diz algumas palavras antes de Chris, com raiva, jogar o cadáver de sua mãe ao mar. Travis vai para o quarto de Chris para confortá-lo, mas ele grita com ele por atirar nela antes de socá-lo.
Travis foi forçado a consertar o iate o mais rápido possível, Travis mergulhou sob o iate para encontrar um homem infectado preso na entrada de água. Afirmando a Strand que o conserto levaria o dia todo, Travis cuidou dos infectados e continuou com o conserto do filtro de água e então ouviu como Madison lhe disse que descobrira por Daniel que Victor planejava o México como destino. Aceitando sem opção, Travis terminou rapidamente de consertar a entrada de água e intercedeu em deixar dois sobreviventes ficarem em uma jangada atracada no iate - depois que parte do grupo voltou da busca em um avião acidentado - mesmo sabendo que Strand eu os expulsaria de alguma forma como se finalmente tivesse acontecido.
Quando um ataque repentino de bandido colocou em perigo a vida de todos, Travis e o grupo foram pegos de surpresa e amarrados, onde ficaram à mercê de um garoto rude chamado Reed, que se mostrou inescrupuloso na atuação. Travis foi obrigado a ensinar o menino a dar partida no iate sem o uso de chaves para salvar a vida do filho e fez todo o possível para prolongar a largada, além de deixar uma barra de metal escondida perto de seus companheiros. Antes da chegada iminente do líder do grupo, Travis acendeu o navio e Connor foi apresentado com a notícia de que levaria o homem e Alicia com ele e encapuzado ele subiu a bordo do navio pirata.
Travis e Alicia foram transportados para o refúgio dos bandidos - um porto na costa e depois trancados em uma cela. Ao acordar, Travis tentou fugir, mas logo depois recebeu a visita de Alex, que o informou que ele havia se forçado a matar seu amigo para livrá-lo de seu sofrimento e que o culpava por esse fato, deixando-os em uma jangada. O homem então admitiu saber como foi ter matado a mãe de seu filho para tirá-la de seu sofrimento. Depois de receber a visita de Alicia e Jack para informá-lo de que fugiriam, o homem ordenou que fugisse sem ele e garantiu que sua mãe estava bem. No entanto, Connor acabou tirando-o do local para usá-lo como moeda de troca para seu irmão. Reunindo-se com Madison na doca, ele observou como Reed, que estava transformado, mordeu Connor depois que a bolsa foi tirada dele e junto com sua amada eles lutaram contra os homens restantes para escapar do local, e então resgatar Alicia da água.
Depois de estarem todos reunidos de volta, o grupo optou por seguir em direção ao México e se preparar para cruzar a fronteira através do contato de Strand. Depois de ter problemas com alguns soldados, que terminaram com eles e Luis Flores mortos, o grupo conseguiu chegar ao México, onde suas vidas foram colocadas em risco novamente após serem forçados a lutar com uma pequena horda de infectados. Depois de terminar com eles, Travis e os outros finalmente chegaram à fazenda Abigail, onde foram recebidos por Celia Flores. Depois de saber por Madison que Chris estava disposto a deixar Madison morrer em seu encontro com os infectados, Travis permaneceu incrédulo, mas ainda implorou a Madison para apoiá-lo em ajudar seu filho como ele a apoiava na época, ajudando Nick. Por ordem de sua esposa, Travis dormiu com Chris.
Depois de acordar e perceber a ausência de seu filho, Travis foi informado por Alicia como ele apareceu em seu quarto pronto para matá-la e a Madison. Tendo sido negado ajuda por causa das ações de seu filho, Travis foi procurar seu filho no meio da noite, mas acabou machucando o pé no caminho ao eliminar um zumbi. Incapaz de dar mais um passo, Travis entrou em uma cabana e, após um breve mal-entendido, foi tratado com hospitalidade pelo homem local. Aceitando uma bota para não continuar a machucar os pés, o Maori percebeu a presença de seu filho na cabana e observou como ele ameaçava matar uma criança para deixá-lo sozinho. Depois de lutar com o menino, Travis conseguiu paralisá-lo e percebendo o quão ruim sua cabeça estava, ele decidiu ficar sozinho com ele para tentar ajudá-lo em vez de voltar para os outros e pediu a Nick que não dissesse nada a Madison quando descobrisse eles.
Vagando sem rumo, Travis conversou sobre a reconstrução da civilização com seu filho e, depois de ser forçado a parar para descansar, Christopher se ofereceu para buscar suprimentos em uma loja próxima. No entanto, ele encontrou um grupo de estranhos, pelos quais, por ordem do jovem Manawa, Travis e seu filho fugiram do local às pressas. Eventualmente, os bandidos conseguiram localizar Travis e Chris, embora para sua surpresa, eles os convidaram para fazer parte de seu grupo. Embora Travis se opusesse a continuar com os meninos, seu filho argumentou que era melhor continuar com um grupo e ficar com eles. Depois de se refugiar em uma fazenda próxima, o grupo foi surpreendido por um fazendeiro armado que tentou expulsá-los do local. Depois que o homem foi provocado pelas ações de seus companheiros, ele feriu James na perna, então Travis observou surpreso enquanto seu filho assassinava friamente o fazendeiro.
Ainda em estado de choque, Travis voltou a si para salvar a vida do menino ferido e depois enterrou o fazendeiro com sua família. Preocupado com a atitude sociopata de Christopher e seu raciocínio equivocado, Travis tentou convencê-lo de que os universitários não eram seus amigos, mas selvagens, mas isso acabou fazendo com que o menino se convencesse de que estava simplesmente sendo mais forte para sobreviver. Depois que a lesão de James começou a se tornar um fardo para o grupo, Chris começou a se comportar de forma hostil contra ele, mostrando concordância com seus novos amigos, então Travis partiu para a campanha para protegê-lo, caso seus companheiros tentassem eliminá-lo da mesma forma que haviam feito com o  dono da fazenda. No entanto, seu filho, fingindo ter entendido as implicações morais de suas ações, aproximou-se dele com a desculpa de falar e conseguiu distraí-lo por tempo suficiente para que Brandon e Derek conseguissem reduzi-lo à mira de uma arma e depois matar o menino ferido que implorava por misericórdia. Devastado pela dura traição que havia sofrido, Travis tentou salvar o filho mais uma vez de sua perdição, mas o menino não deu ouvidos aos motivos ou mostrou qualquer remorso, e acabou deixando a fazenda junto com seus novos companheiros.
Sozinho e magoado com o abandono de seu filho, Travis se encarregou de enterrar James e, posteriormente, ele deixou o local para sempre. Durante dias, Travis vagou sem rumo na direção do mar até que, no escuro, percebeu ao longe como as luzes de um misterioso hotel acendiam e apagavam. Surpreso com o que viu, o homem desalinhado continuou seu caminho para o hotel.
Devido a coincidências do destino, Travis acabou encontrando Madison e sua enteada no hotel; então, sem perder tempo, ele pôde entrar no local e acabou abraçando a namorada carinhosamente. Mais tarde, Travis foi informado por Madison da presença de Strand no local e da fuga de Nick após a destruição do vinhedo de Abigail. Sem confiar em ninguém além de sua amada, Travis decidiu narrar os eventos que o levaram àquele lugar; lamentando não ter cumprido a promessa feita a Liza e sentindo pena por não ter contado ao filho o quanto a amava. Cedendo aos desejos de sua amada, Travis decidiu tomar um banho em seu quarto visivelmente afetado.
Depois de acordar de um pequeno cochilo, Travis recebeu a visita de Madison que afirmou que ela o apoiaria em tudo que ele fizesse e depois; quando Alicia trouxe sua comida, o homem se desculpou com a garota por não acreditar nela e protegê-la como deveria antes. Imerso em pensamentos, Travis acabou ouvindo uma multidão protestando e, ao espiar, o homem percebeu que eram Brandon e Derek. Ansioso por se reunir com seu filho e apesar das tentativas de Strand de impedi-lo, Travis conseguiu alcançá-los antes que Madison conseguisse expulsá-los do hotel, impaciente para notar a ausência de seu único filho, Travis implorou aos bandidos que lhes contassem o que tinha acontecido com ele. Brandon confessou que no caminho eles sofreram um acidente com o veículo e que Chris não conseguiu sobreviver ao evento. Destruído ao saber desse incidente, o homem tentou descobrir onde estava seu corpo; no entanto, quando Derek o contradisse contando por Brandon; O homem Maori percebeu que eles estavam mentindo, então ele se trancou no quarto e começou a espancá-los até que confessassem tê-lo matado depois de ser gravemente ferido. Cheio de raiva, Travis atacou os jovens e sem dizer uma palavra começou a espancá-lo repetidamente até que ele os matou com as próprias mãos, ferindo um morador que tentou intervir.
Totalmente exausto e deprimido com os acontecimentos, Travis não resistiu quando as pessoas do hotel o trancaram e planejaram expulsá-lo para sua segurança. No entanto, Madison intercedeu por ela e disse a Elena para deixá-la sair de seu confinamento, para o qual a mulher concordou com a condição de que partissem no dia seguinte. Passando a noite com sua família e sem conseguir dormir, Travis foi consolado por Madison, que lhe garantiu que a partir de agora ele teria que matar novamente no futuro para garantir o bem-estar de seus entes queridos. No entanto, sua noite tranquila foi interrompida por Hector e Andres, que estavam furiosos, planejavam matar Travis por assassinar seu irmão. Enquanto ele tentava acalmar a situação e pedir que o tirassem para que sua família não visse, Alicia rapidamente esfaqueou Andrés no coração, então Travis reduziu os outros e eles fugiram do hotel graças a Strand, que preferiu fique no hotel. Chegando a um supermercado em busca dos rastros de Nick, uma pista os levou a uma colônia completamente invadida, exceto por um homem moribundo, que revelou que Nick havia fugido para a fronteira.

### 3ª temporada
Travis, Madison e Alicia são capturados por soldados e levados para um complexo militar liderado por Troy Otto. Travis é separado de Madison e Alicia, e então é levado para um depósito onde as pessoas estão sendo executadas para pesquisas. Enquanto estava lá, ele encontra Nick com Luciana Galvez, que está ferida. Travis diz a Nick que sua mãe está procurando por ele. Eles se encontram brevemente, antes que Troy encontre Nick e pergunte sobre sua etnia e se seu povo se esquivou do surto ou não. Antes de sair, Nick pergunta onde estão sua mãe e irmã; Troy diz a ele que eles estão bem. Travis conta para Troy que Luciana está morrendo e precisa de atendimento médico. Troy diz a Travis para se sentar. Ele se recusa até que Troy aponta uma arma para ele. Quando Travis está sentado, Steven (um de seus associados) diz a ele que suas mulheres estão em perigo. Travis diz a Steven que está atraindo atenção, mas Steven diz que pode tirá-los de lá e só precisa de alguém para cuidar de sua retaguarda. Ele é a única pessoa em forma que resta e pode tirá-los de lá se tiver ajuda. Os guardas vêm e levam Travis, Nick, Luciana, Steven e outros antes que eles possam tentar escapar. Travis testemunha pessoas sendo executadas, mas permanece sem emoção. Ele pergunta sobre os cadáveres do lado de fora. Os soldados hostis explicam, mas ele os repreende, chamando-os de doentes, chamando sua pesquisa de inútil e rindo deles. Quando um dos soldados, Willy, decide executar Nick, Travis se voluntaria. Isso dá a Steven, Nick e Luciana tempo para cortar suas algemas. Travis consegue atacar os soldados e foge com o grupo. Lá fora, Steven, Nick e Luciana vão para os esgotos, mas Steven é morto por Willy e Travis é capturado. Travis é levado para Troy, que o manda para o fosso. Ele é jogado em uma cova com os infectados e, enfurecido com o tratamento, mata todos eles. Então, Willy atira em uma abertura em uma cerca, liberando mais. Travis corre em direção aos infectados e os mata. Depois que ele se reencontra com Madison, ele tenta atacar Troy, mas é contido e vê o reencontro dos Clarks. Mais tarde, Madison e Travis vão embora. O irmão mais velho de Troy, Jake, tenta persuadi-los a ir para o rancho, mas eles se recusam. Em um breve momento, Madison conforta e pede desculpas a Travis, que ainda está com dor após a morte de seu filho. Quando um rebanho surge, Madison e Nick vão com Troy enquanto Travis escapa de helicóptero com Alicia, Luciana, Jake e Charlene. Todos eles vão para o rancho.
Mais tarde naquela noite, o helicóptero é repentinamente baleado seis vezes. Travis é atingido pela última bala, que entra em seu estômago e sai pelo pescoço; ele começa a sangrar. Travis começa a desafivelar o cinto de segurança, ignorando a preocupação de Alicia sobre ele fazer isso. Ele percebe que vai morrer e, sem querer se virar, tenta pular, mas Alicia o agarra. Ele diz a Alicia que precisa e não quer se virar, deixando Alicia sem escolha a não ser deixá-lo ir, fazendo com que ele caia para a morte. Travis aparece no episódio final da sequência do sonho de Madison, por meio de fotos emolduradas em sua casa. Depois que Madison é arrastada para o túmulo de Jeremiah Otto, Travis aparece brevemente em um esforço para retirá-la.

## Desenvolvimento e recepção

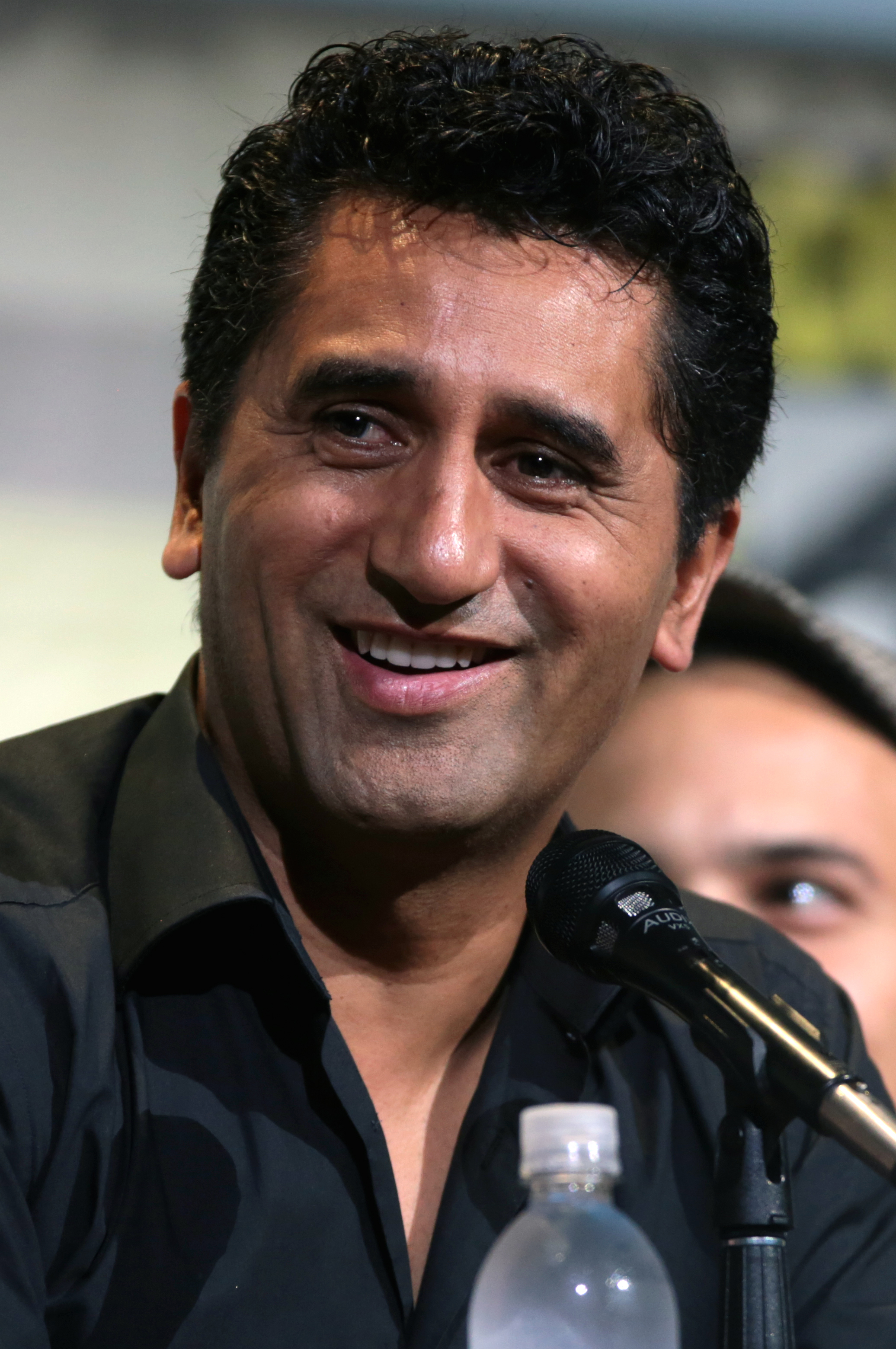
Cliff Curtis, intérprete de Travis Manawa.

O episódio da terceira temporada "The New Frontier" mostra a morte de Travis Manawa na cena de abertura.
O showrunner Dave Erickson explicou a decisão de matar Travis:
Travis está morto. Acho que o que foi importante do ponto de vista do público, bem como para os personagens, foi algo pior de novo no fato de que pensamos que alcançamos algum nível de segurança. Nós pensamos que íamos ficar bem, e então do nada na violência aleatória do apocalipse, de repente Travis é tirado de nós. E em sua última ação, ele percebe o quão ruim está seu ferimento antes de Alicia tentar para-ló, mas ele sabe que é apenas uma questão de tempo antes que ele morra, e não quer que ela seja responsável pela sua morte.

Então, quando sabe que seu tempo acabou, ele vai até a porta e sai com a intenção de se jogar para fora. Tentamos resolver isso mais tarde porque acho que a preocupação de Alicia depois da queda do helicóptero é: ele realmente morreu? Houve dano suficiente em seu cérebro para garantir que ele não se transformasse? Ele ainda está vagando por aí? E Jake diz que a altura era muito grande e acho que é nisso que precisamos acreditar. A altura da qual ele caiu e a velocidade e a violência disso vão causar traumas suficientes em seu cérebro para que ele morra. Então, Travis infelizmente se foi.